# Seznam výsadků do Protektorátu Čechy a Morava
Toto je seznam výsadků vyslaných v období 2. světové války do prostoru Protektorátu Čechy a Morava Zvláštní skupinou "D" při exilovém ministerstvu obrany v Londýně a vycvičených SOE, dále potom výsadků vyslaných z území SSSR čs. exilovými organizacemi a sovětskými zpravodajskými skupinami a výsadkem vyslaným americkou OSS.
Výsadky jsou děleny podle organizační složky, kterou byly vyslány a dále potom chronologicky.

## Zvláštní skupina "D" MNO v Londýně

### První vlna
| Krycí jméno          | Členové výsadku                                   | Úkol skupiny                             | Datum výsadku     | Místo výsadku       | Výsledek                                                  |
| -------------------- | ------------------------------------------------- | ---------------------------------------- | ----------------- | ------------------- | --------------------------------------------------------- |
| Operace Benjamin     | Otmar Riedl                                       | Kurýrní                                  | 16. duben 1941    | Landeck, Rakousko   | Úkol nesplněn; omylem vysazen u Landecku, Riedl přežil    |
| Operace Percentage   | František Pavelka                                 | Kurýrní                                  | 4. říjen 1941     | Koudelov u Čáslavi  | Úkol splněn, později Pavelka popraven nacisty             |
| Operace Anthropoid   | Jozef Gabčík Jan Kubiš                            | Atentát na představitele okupační správy | 28. prosinec 1941 | Nehvizdy            | Úkol splněn, zabit R. Heydrich, výsadkáři zahynuli v boji |
| Operace Silver A     | Alfréd Bartoš Josef Valčík Jiří Potůček           | Zpravodajský, spojovací a organizační    | 28. prosinec 1941 | Senice              | Úkol splněn, výsadkáři zahynuli v boji                    |
| Operace Silver B     | Jan Zemek Vladimír Škacha                         | Kurýrní a spojovací                      | 28. prosinec 1941 | Kasaličky           | Úkol nesplněn, výsadkáři válku přežili                    |
| Operace Out Distance | Adolf Opálka Ivan Kolařík Karel Čurda             | Sabotážní, kurýrní                       | 28. březen 1942   | Ořechov             | Úkol nesplněn, Opálka s Kolaříkem zahynuli, Čurda zradil  |
| Operace Zinc         | Oldřich Pechal Arnošt Mikš Viliam Gerik           | Zpravodajský                             | 28. březen 1942   | Gbely, Slovensko    | Úkol nesplněn, Pechal s Mikšem zahynuli, Gerik zradil     |
| Operace Bioscop      | Bohuslav Kouba Josef Bublík Jan Hrubý             | Sabotážní                                | 28. duben 1942    | Požáry u Křivoklátu | Úkol nesplněn, výsadkáři zahynuli v boji či sebevraždou   |
| Operace Bivouac      | František Pospíšil Jindřich Čoupek Libor Zapletal | Sabotážní                                | 28. duben 1942    | Požáry u Křivoklátu | Úkol nesplněn, výsadkáři popraveni                        |
| Operace Steel        | Oldřich Dvořák                                    | Kurýrní, spojovací                       | 28. duben 1942    | Požáry u Křivoklátu | Úkol nesplněn, výsadkář zahynul v boji                    |
| Operace Tin          | Ludvík Cupal Jaroslav Švarc                       | Atentát na Emanuela Moravce              | 30. duben 1942    | Padrť               | Úkol nesplněn, výsadkáři zahynuli v boji                  |
| Operace Intransitive | Václav Kindl Bohuslav Grabovský Vojtěch Lukaštík  | Sabotážní                                | 30. duben 1942    | Padrť               | Úkol nesplněn, výsadkáři zahynuli, Kindl zradil           |

### Druhá vlna
| Krycí jméno      | Členové výsadku                                                   | Úkol skupiny                         | Datum výsadku  | Místo výsadku           | Výsledek                                 |
| ---------------- | ----------------------------------------------------------------- | ------------------------------------ | -------------- | ----------------------- | ---------------------------------------- |
| Operace Antimony | František Závorka Stanislav Srazil Lubomír Jasínek                | Kurýrní, spojovací                   | 24. říjen 1942 | Kopidlno                | Úkol částečně splněn, výsadkáři zahynuli |
| Operace Iridium  | Miroslav Špot Miroslav Křičenský Vladislav Soukup Bohumír Kobylka | Organizační, zpravodajský, spojovací | nevysazen      | sestřelen nad Mnichovem | Úkol nesplněn, výsadkáři zahynuli        |
| Operace Bronse   | Bohumír Martínek František Vrbka Antonín Kubec                    | Organizační, zpravodajský, spojovací | nevysazen      | sestřelen nad Mnichovem | Úkol nesplněn, výsadkáři zahynuli        |

### Třetí vlna
| Krycí jméno             | Členové výsadku                                                                       | Úkol skupiny                         | Datum výsadku     | Místo výsadku                     | Výsledek                                                         |
| ----------------------- | ------------------------------------------------------------------------------------- | ------------------------------------ | ----------------- | --------------------------------- | ---------------------------------------------------------------- |
| Operace Calcium         | Jaroslav Odstrčil Josef Gemrot František Široký Karel Niemczyk                        | Kurýrní, spojovací                   | 4. duben 1944     | Čejkovice (okres Chrudim)         | Úkol splněn, Odstrčil zabit v boji, ostatní přežili              |
| Operace Barium          | Josef Šandera Josef Žižka Tomáš Býček                                                 | Spojovací, organizační               | 4. duben 1944     | Vysoká nad Labem                  | Úkol splněn, jen Tomáš Býček se dočkal konce války               |
| Operace Sulphur         | Adolf Horák Oldřich Janko                                                             | Spojovací, organizační               | 9. duben 1944     | Všetaty u Rakovníka               | Úkol nesplněn, výsadkáři popraveni, Horák zradil                 |
| Operace Chalk           | Bohumil Bednařík Vladimír Hauptvogel František Nedělka Josef Künzl                    | Navigační, spojovací, organizační    | 9. duben 1944     | Větrov                            | Úkol nesplněn, Hauptvogel zahynul v boji, ostatní přežili        |
| Operace Clay            | Antonín Bartoš Jiří Štokman Čestmír Šikola                                            | Zpravodajský, organizační, spojovací | 13. duben 1944    | Hostišová                         | Úkol splněn, výsadkáři přežili                                   |
| Operace Carbon          | František Bogataj Jaroslav Šperl František Kobzík Josef Vanc                          | Zpravodajský, organizační, spojovací | 13. duben 1944    | Mezi Ratíškovicemi a Vacenovicemi | Úkol splněn, Kobzík a Vanc zahynuli v boji                       |
| Operace Potash          | Jan Bartejs Josef Machovský-Vrbka Oldřich Pelc Stanislav Zuvač                        | Spojovací                            | 5. květen 1944    | Slušovice                         | Úkol částečně splněn, Zuvač zajat, všichni přežili               |
| Operace Spelter         | Břetislav Chrastina Jaroslav Kotásek Rudolf Novotný Jan Vavrda                        | Organizační, spojovací, zpravodajské | 5. květen 1944    | Kramolín                          | Úkol splněn, Kotásek padl v boji, ostatní přežili                |
| Operace Glucinium       | Vítězslav Lepařík Ludvík Hanina František Trpík Josef Cikán                           | Zpravodajské, spojovací, sabotážní   | 3. červenec 1944  | Purkarec                          | Úkol nesplněn, všichni zajati, Lepařík popraven, ostatní přežili |
| Operace Wolfram         | Josef Otisk Josef Bierský Josef Černota Vladimír Řezníček Karel Svoboda Robert Matula | Organizační, sabotážní               | 14. září 1944     | Mezi obcemi Nytrová a Kotly       | Úkol splněn, Bierský zavražděn, ostatní přežili                  |
| Operace Tungsten        | Rudolf Pernický Leopold Musil                                                         | Kurýrní, organizační                 | 21. prosinec 1944 | Libenice                          | Úkol splněn, oba přežili                                         |
| Operace Embassy         | Karol Mladý Jozef Haríň Ján Grajzel                                                   | Zpravodajský, organizační            | 21. prosinec 1944 | Prostějovičky                     | Úkol nesplněn, Mladý padl, ostatní přežili                       |
| Operace Platinum-Pewter | Jaromír Nechanský Alois Vyhňák Jaroslav Klemeš                                        | Zpravodajský, spojovací              | 17. únor 1945     | Javorné                           | Úkol splněn, všichni přežili                                     |
| Operace Bauxite         | Pavel Hromek                                                                          | Organizační, spojovací               | 22. březen 1945   | Nové Město na Moravě              | Úkol splněn, přežil                                              |

## Zrušené výsadky
| Krycí jméno | Členové výsadku                                                  | Úkol skupiny              | Předpokládané datum výsadku | Místo výsadku             | Důvod zrušení výsadku                               |
| ----------- | ---------------------------------------------------------------- | ------------------------- | --------------------------- | ------------------------- | --------------------------------------------------- |
| Iron        | Rudolf Tušner Josef Modřanský                                    | Kurýrní, sabotážní        | Podzim 1944                 | Okolí Bernartic           | Rozpory ve skupině, změněná situace dalších desantů |
| Four Square | Jaroslav Bublík Josef Špinka Karel Hubl Josef Krist              | Zpravodajský, spojovací   | 17. únor 1945               | Prostor Domažlice - Plzeň | Prostor působení osvobozen                          |
| Chromium    | Václav Knotek Karel Tichý Jan Štursa                             | Spojovací, politický      | Květen 1945                 | Okolí Jilemnice           | Konec války                                         |
| Churchman   | Vladimír Hanuš Ladislav Vyskočil Jaroslav Krsek Alois Hladík     | Zpravodajský, spojovací   | Květen 1945                 | Okolí Prahy               | Konec války                                         |
| Mortar      | Václav Modrák Alois Horáček Jan Sekerka                          | Transportní, spojovací    | Květen 1945                 | Kunvald                   | Konec války                                         |
| Rothman     | Klement Hlásenský Oswald Peroutka Antonín Stolařík Vladimír Ruml | Zpravodajský, organizační | Květen 1945                 | Kostelec nad Černými Lesy | Konec války                                         |
| Nickel      | Vojmír Matuš                                                     | Zpravodajský              | ?                           | Okolí Paříže              | ?                                                   |
| Ochre       | Václav Michal                                                    | Zpravodajský              | ?                           | Okolí Paříže              | ?                                                   |

## Office of Strategic Services
| Krycí jméno | Členové výsadku | Úkol skupiny            | Datum výsadku | Místo výsadku       | Výsledek              |
| ----------- | --------------- | ----------------------- | ------------- | ------------------- | --------------------- |
| Cottage     | Vlastislav Žuk  | Zpravodajský, spojovací | 19. únor 1945 | Červená nad Vltavou | Úkol nesplněn; přežil |

## Východní výsadky

### Exilové (tzv.moskevské) vedení Komunistické strany Československa (KSČ)
| Krycí jméno | Členové výsadku                  | Úkol skupiny                                                     | Datum výsadku     | Místo výsadku       | Výsledek                                            |
| ----------- | -------------------------------- | ---------------------------------------------------------------- | ----------------- | ------------------- | --------------------------------------------------- |
| KOM A       | Karol Černocký, Ladislav Zrza    | Proniknutí do Slovenského státu (Černocký) a Protektorátu (Zrza) | 24. listopad 1941 | Jabłonka, Polsko    | Úkol nesplněn; Černocký zatčen, Zrza zahynul v boji |
| KOM D/I     | Rudolf Vetiška, František Klein  |                                                                  | 18. březen 1943   | Wyszkow, Polsko     |                                                     |
| KOM D/II    | Antonín Ohradník Karel Procházka |                                                                  | 27. březen 1943   | Czarnowiece, Polsko |                                                     |
| Jan Žižka   | Rudolf Peschel                   |                                                                  | 10. září 1943     | Smielow, Polsko     |                                                     |
| Prokop Holý | Rudolf Procházka                 |                                                                  | 10. září 1943     | Smielow, Polsko     |                                                     |

### Hlavní správa rozvědky Rudé armády (GRU)
| Krycí jméno | Členové výsadku                                           | Úkol skupiny                                                  | Datum výsadku   | Místo výsadku          | Výsledek                                                     |
| ----------- | --------------------------------------------------------- | ------------------------------------------------------------- | --------------- | ---------------------- | ------------------------------------------------------------ |
| Kaboš       | Andrej Kaboš Josef Dyck                                   | Proniknutí do Slovenského státu (Kaboš) a Protektorátu (Dyck) | 10. srpen 1941  | Przylky, Polsko        | Úkol nesplněn; Kaboš zatčen, Dyck při seskoku zahynul        |
| Aroš IV.    | Jan Restel Ferdinand Čihánek Eduard Janošec Josef Vodička | Sabotážní                                                     | 30. srpen 1941  | Sepjalov               | Úkol nesplněn; Čihánek zradil, všichni pochytáni a popraveni |
| Aroš III.   | Vilém Janota Josef Lejsek                                 | Organizátorský, partyzánský                                   | 31. srpen 1941  | Radom                  | Úkol nesplněn; zatčeni                                       |
| Lev         | Tristan Paltschik Arnošt Langer                           |                                                               | 25. březen 1943 | Východní Prusko        |                                                              |
| Purpur      | Adolf Szinay Augustin Janek                               |                                                               | 25. březen 1943 | Sandoměř, Polsko       |                                                              |
| Žezlo       | Martin Krechl Miroslav Sasák                              |                                                               | 27. duben 1943  | Beginka Panska, Polsko |                                                              |
| Jablko      | Oldřich Haken Josef Hruška                                |                                                               | 29. duben 1943  | Demblin, Polsko        |                                                              |

### Československá vojenská mise v SSSR (ČsVM)
| Krycí jméno | Členové výsadku                                          | Úkol skupiny | Datum výsadku | Místo výsadku | Výsledek      |
| ----------- | -------------------------------------------------------- | ------------ | ------------- | ------------- | ------------- |
| S1/R        | Bohuslav Němec František Ryš František Brauner Jan Kasík |              | 10. září 1941 | Dřínov        | Úkol nesplněn |

### NKVD
| Krycí jméno | Členové výsadku | Úkol skupiny                                        | Datum výsadku     | Místo výsadku                    | Výsledek |
| ----------- | --- | --------------------------------------------------- | ----------------- | -------------------------------- | --- |
| Aroš V.     | Karel Hovůrka Rudolf Koloničný Josef Procházka | sabotážní                                           | 2. září 1941      | Kazanov                          | Úkol nesplněn; skupina zničena konfidentem Čihánkem |
| KOM C       | Vladimír Borek |                                                     | Prosinec 1942     | Polsko                           | |
| Hegen       | Josef Hegen |                                                     | 16. březen 1943   | Polsko                           | |
| Kaim        | Adolf Kaim Franz Lorenz Oswald Kamm | Zpravodajský                                        | 18. březen 1943   | Německo                          | Neúspěch; pozatýkáni a popraveni |
| Heinz       | Heinz ?? |                                                     | 1943              |                                  | |
| Vašek       | Vašek ?? |                                                     | 1943              |                                  | |
| Bartlová    | Hilda Bartlová skupina německých komunistů | Zpravodajský                                        | Červen 1941       | Karlovy Vary                     | Neúspěch; celá skupina pozatýkána |
| Karkulka    | Teodor Kywalski |                                                     | Léto 1944         | Polsko                           | |
| Modnér      | František Machálek | Zpravodajský                                        | 22. červenec 1944 | Vyškov                           | Neúspěch; zatčen po seskoku |
| LUČ         | velitel A. I. Kalinov, zást. B. I. Bašinskij, radista D. A. Žirko, rozvědčíci: O. A. Kramarenko, N. J. Zubčenko, československý občan Rudolf Tschunko a zdravotnice N. P. Jermaková | 3.odd. 4 odbor NKGB Ukrajiny zpravodajsko- diverzní | 20. prosince 1944 | prostor mezi Vsetínem a Liptálem | Bašinskij padl, Kramarenko a Tschunko zajati, Jermaková svévolně skupinu opustila a dožila konce války u 1. moravské partyzánské brigády Jana Žižky. Kalinov a pozdější zástupce Zubčenko zastřeleni partyzánem skupiny JERMAK v Osikách na Blanensku. Žirko se spojil se skupinou NKGB Ukrajiny ZAREVO. Původní úkol tak skupina nesplnila. |

### Ukrajinský štáb partyzánského hnutí (UŠPH)
| Krycí jméno | Členové výsadku | Úkol skupiny                          | Datum výsadku  | Místo výsadku                                         | Výsledek |
| ----------- | --- | ------------------------------------- | -------------- | ----------------------------------------------------- | --- |
| Blaník      | Leonid Kalina 13 sovětských výsadkářů | Diverzní                              | 1. říjen 1944  | Okolí Jindřichova Hradce                              | Úkol nesplněn; cíle nezničeny, partyzánský boj |
| Jan Kozina  | Velitel Vasil Kiš Grigorij Melnik Ján Kopčák a dalších 13 příslušníků | Organizátorský, partyzánský, diverzní | 16. říjen 1944 | Část v okolí Tuchořic a Lipna, druhá část poblíž Loun | Úkol nesplněn; přežil |
| UŠIAK       | Velitel rotmistr čs. armády Ján Ušiak, komisař desátník František Kovalčík, náčelník štábu sovětský politruk Dajan Bajanovič Murzin, pomocník náč. štábu Martin Valaštiak, zást. vel. pro rozvědku P. N. Morozov, lékař A. M. Latypov, radisté V. J. Kolomackij, A. M. Timochová, velitel diverzní čety P. V. Kudelja, vel. roty Ján Ščúr, bojovníci Ondrej Melek, Michal Dupkala, František Tkáč, Štefan Petruš, Ján Segeč, Jozef Michálek, František Ralbovský, Ivan Kolodžej, Štefan Nemec, V. A. Nikolajev, Michal Masaryk | Organizátorský a diverzní             | 31.8.1944      | Sklabiňa - Slovensko                                  | Po počátečních úspěších a vytvoření 1. československého partyzánského oddílu Jana Žižky v průběhu protiopatření německého bezpečnostního aparátu se Ján Ušiak zastřelil a původní skupina se rozpadla. Úkol se podařilo vyplnit jen náč. štábu D. B. Murzinovi, který pokračoval v původním zadání obklopen uprchlými sovětskými válečnými zajatci a domácími partyzány jako velitel 1. moravské partyzánské brigády Jana Žižky. |

### Ukrajinské fronty
| Krycí jméno                    | Členové výsadku | Úkol skupiny                | Datum výsadku     | Místo výsadku                                                       | Výsledek |
| ------------------------------ | --- | --------------------------- | ----------------- | ------------------------------------------------------------------- | --- |
| Jermak                         | Velitel Nikolaj Ivanovič Dmitrijev, Maxim Fjodorovič Petrovskij, Leonid Jefremovič Železňak, Naděžda Vasiljevna Ivanovová, Ariadna Jevdokimovna Paršinová, Dina Mefodijevna Šapovalovová, Zdislaw Nowacki, Grigorij M. Žukov a dalších 7 příslušníků Rudé armády | Organizátorský, partyzánský | 30. září 1944     | v Rakoveckém údolí mezi Ruprechtovem a Račicemi                     | Úkol splněn; rozvinuta partyzánská činnost |
| ARAP                           | Velitel npor. A. J. Niščimenko, zást. D. M. Dolja, zást. V, M. Ostapenko, radistka L. I. Verbovská, radistka G. P. Suščevová, průzkumníci František Janočko (ČS), Vasil Mohorita (ČS), Genadij Eichner (PL)                                                      | Zpravodajský ZO štábu 1. UF | 7. říjen 1944     | Makov, Slovenský stát                                               | Úkol splněn; zřízena rozvětvená zpravodajská síť částečně převzatá od západního čs. paravýsadku WOLFRAM. Ke skupině dále přibráni Karel Karas a Antonín Kubala, kteří společně s G. Eichnerem přešli pěším přesunem frontu s plány obrany Ostravy, a nazpět ke skupině Arap byli shozeni na padáku. Fr. Janočko a V. M. Ostapenko zajati Gestapem a popraveni. Zdroj: Sajenko, P., Boldaňuk, V., Bursa, S, Ve jménu cti, str. 89 - 124. |
| Dr. Miroslav Tyrš              | Velitel Ján Hudec, Viktor Ruttkay, Daniel Dibdiak, Josef Kahala, Ján Silný, Štefan Kanka, Ignác Hazucha Ján Novák a dalších 7 příslušníků Rudé armády | Organizátorský, partyzánský | 25. říjen 1944    | Část v okolí obcí Bitětice a Pejškov, druhá část poblíž obce Lipice | Úkol splněn; přes rozpad skupiny rozvinuta partyzánská činnost |
| Mistr Jan Hus                  | Miroslav Pich-Tůma a 11 sovětských výsadkářů | Organizátorský, partyzánský | 26. říjen 1944    | Lovčice                                                             | Úkol splněn; rozvinuta partyzánská činnost, skupina prakticky rozbita |
|                                | |                             |                   |                                                                     | |
| Komsomolec                     | Josef Ševrla Jaroslav Bartoš a 1 sovětský důstojník | Partyzánský                 | 26. prosinec 1944 | Bruntálsko (předpokládaný)                                          | Úkol nesplněn; výsadkové letadlo sestřeleno |
| Komenský                       | Gustav Schneider Helmut Morche Robert Reich Rudolf Walter 6 dalších sovětských výsadkářů | Partyzánský                 | 21. leden 1945    | Pohledy                                                             | Úkol nesplněn; skupina rozbita, vysazena do německého prostředí |
| Solovjev                       | Ondrej Lupák a dalších sovětských výsadkářů | Zpravodajský                | 10. únor 1945     | 20 km od Uherského Hradiště                                         | Úkol splněn; skupina předávala zpravodajské informace |
| Chan I                         | Gaboda Petr Boldaňuk Ivan Makar Jiří Segeň Jozef Sikorský Ludvík Varačka Štefan Popovič Vasil a tři sovětští parašutisté | Zpravodajský ZO štábu 1. UF | 13. února 1945    | 12 km západně od vesnice Pszczyna (Polsko)                          | Úkol splněn. Skupina předávala zpravodajské informace z okolí Ostravy i po té, kdy 6 členů přešlo frontu zpět k RA 1.3.1945 |
| Lukaševič III - Suliga         | Velitel Ivan Prokofjevič Kurilovič (krycí jméno plk. Stefan Suliga) čs. npor. Štefan Šahur (krycí jméno Ján Kolár) ppor. Ludmila Alexandrovna Donskaja (krycí jméno Galika) - nevysazena                                                                         | Zpravodajský ZO štábu 1. UF | 18. únor 1945     | Jesenice                                                            | Úkol splněn, vytvořena velká zpravodajská síť, která byla ale mezi 20. 3. a 7. 4. 1945 rozbita, většina výsadkářů zatčena. Zpravodajská skupina Lukaševič (podle Kurilovičova volacího znaku) navázala kontakt na domácí odboj včetně ON |
| Bohuš                          | Bohumil Uličný Ján Valašiak Ján Juraška a další 4 sovětští výsadkáři | Zpravodajský                | 21. únor 1945     | Košíky                                                              | Úkol splněn; skupina předávala zpravodajské informace |
| Národní mstitel                | Velitel Pavel Alexejevič Kaniščev zástupce velitele čs. ppor. Dimitrij Popjuk komisař čs. ppor. Oskar Beneš náčelník štábu Alexandr Stěpanovič Jacenko a dalších 11 příslušníků Rudé armády                                                                      | Organizátorský, partyzánský | 24. březen 1945   | Mělnicko                                                            | Úkol splněn; rozvinuta partyzánská činnost |
| Fakel II                       | Velitel Jakov Alexejevič Kozlov (krycí jméno Bogdan Petrovič Bogun) Zdeňka Malinová-Krátká Gejza Horňák Andrej Dulka a dalších 17 příslušníků Rudé armády (z toho 2 Italové)                                                                                     | Přejímací, partyzánský      | 25. březen 1945   | Brdská vrchovina                                                    | Úkol splněn; vytvořena základna pro příjem, bojová činnost |
| Za Prahu                       | Velitel Ivan Ivanovič Ivanov zástupce velitele/náčelník štábu Josef Fomič Gil komisař Jiří Nezval a dalších 12 příslušníků Rudé armády | Organizátorský, partyzánský | 25. březen 1945   | Pelhřimovsko                                                        | Úkol splněn; rozvinuta partyzánská činnost |
| Lukaševič III - Jurij a Tadeuš | Velitel por. Zenon Czech (krycí jmého Jura/Jurij) čet. Pavel Zuikewicz (krycí jméno Karlík) | Zpravodajský ZO štábu 1, UF | 26. březen 1945   | Nechánice-Sulice                                                    | Oba radisté posílili původní výsadek Lukaševič. Czech byl zatčen 7. 4., Zuikewicz téhož dne při pokusu o útěk padl |
| Chan II                        | Gaboda Petr Boldaňuk, Ivan Sikorský, Ludvík Varačka, Štefan Segeň, Jozef a dalších 5 sovětských parašutistů | Zpravodajský ZO štábu 1. UF | 27. března 1945   | rozhraní obcí Dolní a Horní Kalná                                   | Úkol splněn částečně. Po ztrátě obou radistů nemohla skupina předávat zprávy do centra. Radiové spojení bylo znovu navázáno až 4.5.1945. |
| Smrt fašismu IV                | Velitel Jevgenij Antonovič Olesinskij, I.J. Vodolazov, Wenzel Baumgartel, M.S. Marčenko, S. Mordovcev, M. Baranov, M. Ignatovová, T. Katušenoková, M. Baršov, I. Rubinstein                                                                                      | Organizátorský, partyzánský | 1. duben 1945     | u Dobříše mezi obcemi Malá Lečice, Senešnice a Nová Ves pod Pleší   | Úkol splněn; rozvinuta partyzánská činnost |

### Generální štáb Rudé armády (GšRA)
| Krycí jméno | Členové výsadku                               | Úkol skupiny | Datum výsadku    | Místo výsadku | Výsledek                                   |
| ----------- | --------------------------------------------- | ------------ | ---------------- | ------------- | ------------------------------------------ |
| Roblička I  | Vendelín Roblička                             | Zpravodajský | 7. červenec1944  | Grygov        | Úspěch; získání informací, přechod do SSSR |
| Ilka        | Jozef Babiš Edmund Farník 2 sovětské radistky | Zpravodajský | 19. říjen1944    | Police        | Úspěch; činnost rozvinuta i přes zatýkání  |
| Dolgoj      | Vincenc Divíšek Adolf Staš                    | Zpravodajský | 20. prosinec1944 | Krasňovice    | Úspěch; rozvinuta zpravodajská činnost     |